# Internationales Federballturnier in Tröbitz 1963

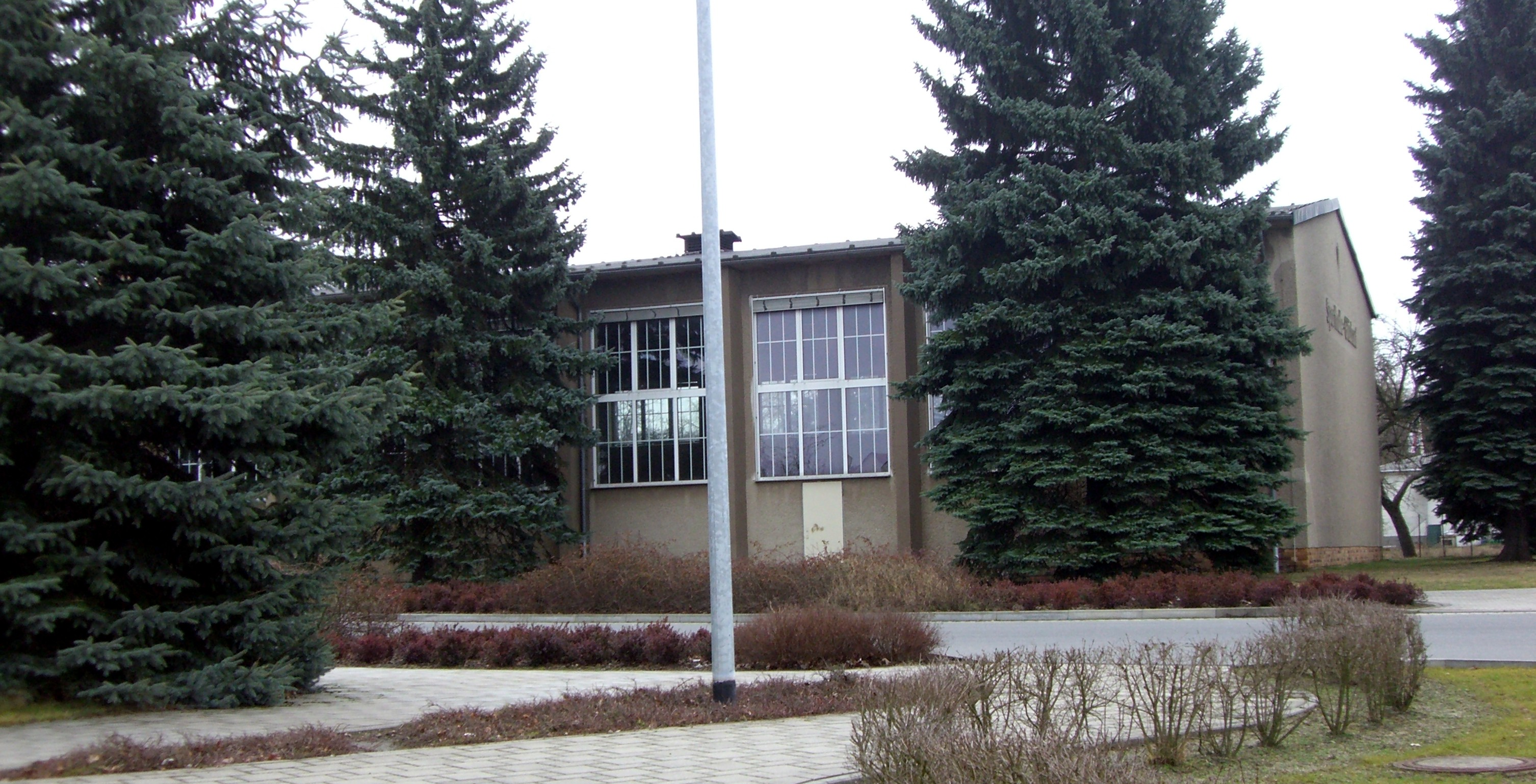
Sporthalle Glückauf Tröbitz

Das Internationale Federballturnier in Tröbitz 1963 fand als Neujahrsturnier vom 5. bis zum 6. Januar 1963 in der Sporthalle Glückauf in Tröbitz statt. Es war die vierte Auflage dieser Turnierserie.

## Sieger und Platzierte
| Disziplin    | Gold                                                       | Silber                                               | Bronze                                                               |
| ------------ | ---------------------------------------------------------- | ---------------------------------------------------- | -------------------------------------------------------------------- |
| Herreneinzel | Ferry Sonneville (Indonesien)                              | Gottfried Seemann (Aktivist Tröbitz)                 | Göran Wahlqvist (Schweden)                                           |
| Herreneinzel | Ferry Sonneville (Indonesien)                              | Gottfried Seemann (Aktivist Tröbitz)                 | Hartmut Münch (Post Berlin)                                          |
| Dameneinzel  | Rita Gerschner (Aktivist Tröbitz)                          | Ruth Preuß (Post Berlin)                             | Eva Pettersson (Schweden)                                            |
| Dameneinzel  | Rita Gerschner (Aktivist Tröbitz)                          | Ruth Preuß (Post Berlin)                             | Ursula Hansche (Turbine Spremberg)                                   |
| Herrendoppel | Ferry Sonneville / Göran Wahlqvist (Indonesien / Schweden) | Erich Wilde / Gottfried Seemann (Aktivist Tröbitz)   | Helmut Standfuß / Hartmut Münch (Post Berlin)                        |
| Herrendoppel | Ferry Sonneville / Göran Wahlqvist (Indonesien / Schweden) | Erich Wilde / Gottfried Seemann (Aktivist Tröbitz)   | Hans Abraham / Klaus Adam (EBT Berlin)                               |
| Mixed        | Göran Wahlqvist / Eva Pettersson (Schweden)                | Erich Wilde / Annemarie Fritzsche (Aktivist Tröbitz) | Gottfried Seemann / Rita Gerschner (Aktivist Tröbitz)                |
| Mixed        | Göran Wahlqvist / Eva Pettersson (Schweden)                | Erich Wilde / Annemarie Fritzsche (Aktivist Tröbitz) | Klaus Katzor / Ursula Hansche (Aktivist Tröbitz / Turbine Spremberg) |